# Archaeocyatha
Archaeocyatha  ('động vật chén cổ' /ˈɑːrkioʊsaɪəθə/) là một đơn vị phân loại bọt biển đã tuyệt chủng, tạo rạn san hô, sống ở vùng biển nhiệt đới và cận nhiệt đới ấm áp trong kỷ Cambri.

## Phân bố

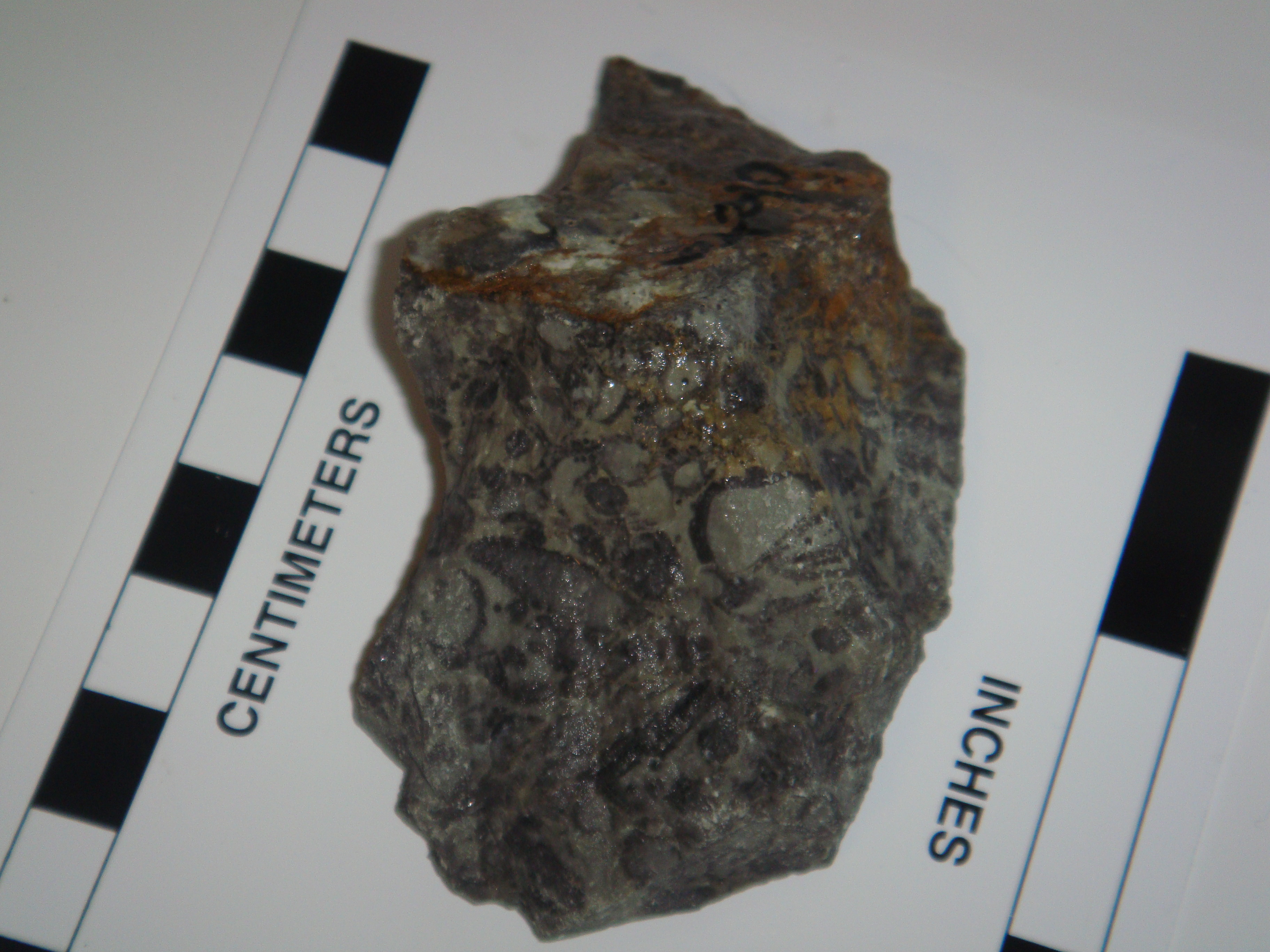
Archaeocyatha từ Hệ tầng Poleta, Tây California

Archaeocyatha sinh sống ở các ven biển của vùng biển nông. Sự phân bố rộng rãi này gần như trên toàn bộ thế giới vào kỷ Cambri, cũng như sự đa dạng về phân loại các loài. Có thể được giải thích bằng cách phỏng đoán rằng, chúng giống như bọt biển thực sự và có giai đoạn ấu trùng phù du cho phép chúng lan rộng toàn cầu.

## Phân loại học

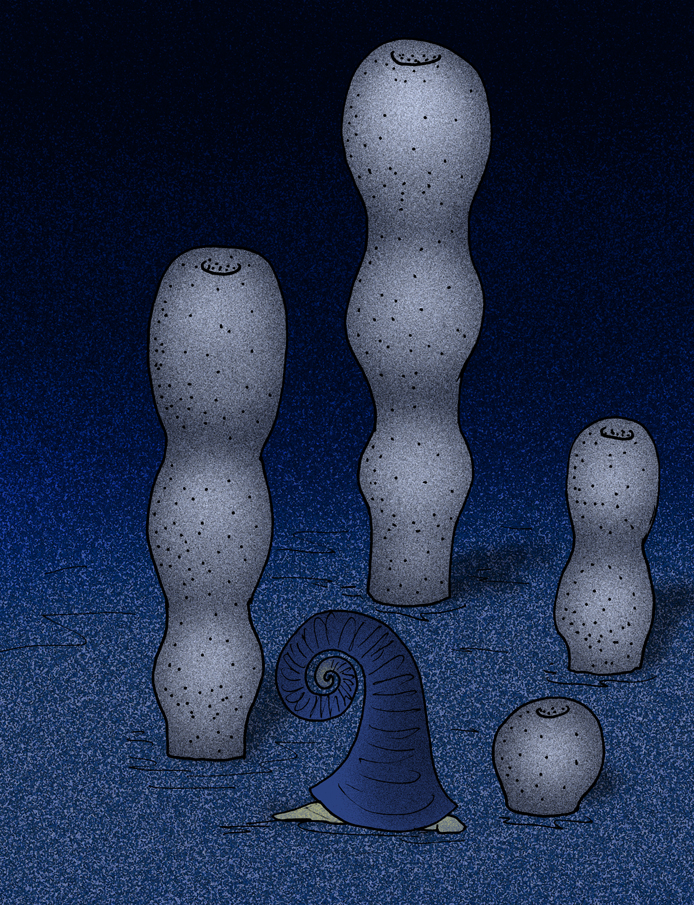
Phục dựng sự sống của Antarcticocyathus webberi

Mối quan hệ phát sinh chủng loại của chúng đã có thể thay đổi cách giải thích, tuy nhiên sự đồng thuận ngày càng tăng rằng Archaeocyath thực sự là một loại bọt biển.
Thực sự, Archaeocyatha đã cùng tồn tại với các động vật giống như bọt biển bí ẩn khác. Radiocyatha và Cribricyatha là hai lớp đa dạng sống trong kỷ Cambri và có thể so sánh với loài Archaeocyatha, bên cạnh các chi như Boyarinovicyathus, Proarchaeocyathus, Acanthinocyathus và Osadchiites.
Archaeocyatha theo truyền thống được chia thành 2 nhóm Regulares và Irregulares (Rowland, 2001):
- Hetairacyathida (incertae sedis)
- Regulares
  - Monocyathida
  - Capsulocyathida
  - Ajacicyathida
- Irregulares
  - Thalassocyathida
  - Archaeocyathida
  - Kazakhstanicyathida

Tuy nhiên, Okulitch (1955), người vào thời điểm đó coi các loài Archaeocyatha là đơn vị phân loại bên ngoài Porifera, đã chia ngành này thành ba lớp:
- Ngành Archaeocyatha Vologdin, 1937
  - Lớp Monocyathea Okulitch, 1943
  - Lớp Archaeocyathea Okulitch, 1943
  - Lớp Anthocyathea Okulitch, 1943